# Рабинович-Бараковский, Александр
Александр Ильич Рабино́вич-Барако́вский (также Александр Рабинович, фр. Alexandre Rabinovitch-Barakovsky; род. 30 марта 1945, Баку) — советский и швейцарский композитор, пианист и дирижёр. Как дирижёр и композитор выступает под двойной фамилией Рабинович-Бараковский, как пианист — под фамилией Рабинович.

## Биография
Закончил Московскую консерваторию по классу композиции, ученик Дмитрия Кабалевского и Александра Пирумова. Выступал как пианист, был первым или одним из первых в СССР исполнителем многих значительных произведений XX века, в том числе сонаты «Конкорд» Чарльза Айвза и «Двадцати взглядов на младенца Иисуса» Оливье Мессиана, сочинений Пьера Булеза, Джона Кейджа. Эмигрировал в 1974 году. Жил во Франции и Бельгии, с 1980 г. в Швейцарии.

## Творчество
Поиски композитора в области «музыкальной антропологии» объединяются многолетним проектом «Антология архаических ритуалов — в поисках центра».
На протяжении многих лет выступал и записывался в творческом содружестве с Мартой Аргерих, исполняя произведения для двух фортепиано и дирижируя концертами Аргерих-солистки; Рабинович-Бараковский и Аргерих гастролировали и в России, где минималистская репетитивность его музыки провоцировала скандальную реакцию неподготовленной публики.

## Дирижёрское искусство
Дирижировал произведениями Моцарта, Бетховена, Шумана, Листа, Рихарда Штрауса, Равеля, Мессиана.

## Избранные произведения
- Les mots de Andrei Biely, кантата (1969)
- Le point d’appui trouvé для камерного оркестра (1970)
- Happy end (1972)
- La Belle Musique n°2 для камерного оркестра (1974)
- Perpetuum mobile, для виолончели и фортепиано (1975)
- Fairy tale для скрипки и фортепиано (1975)
- Le récit de voyage для скрипки, виолончели, маримбы и фортепиано (1976, посв. А.Любимову)
- La Belle Musique n°3 для оркестра (1977)
- Requiem pour une marée noire для сопрано, вибрафона и фортепиано (1978)
- Entente cordiale для фортепиано и оркестра (1979)
- Litanies для струнного квартета и вибрафона (1979)
- Musique populaire для двух фортепиано (1980, посв. М.Аргерич)
- Discours sur la délivrance для виолончели и фортепиано (1982)
- La belle musique n°4 для 4-х фортепиано (1987)
- Cantique pour Orfeo для баритона, вибрафона и фортепиано (1987)
- In illo tempore, концертная симфония для двух фортепиано и камерного оркестра (1989)
- Das tibetanische Gebet, кантата для камерного хора и 8 музыкантов (1991—1992)
- Musique populaire для двух фортепиано и оркестра (1994)
- 3 Invocations для струнного квартета и челесты (1995)
- Le labyrinthe et le centre, концертная симфония для скрипки и камерного оркестра (1995)
- Incantations, концертная симфония для фортепиано, челесты и камерного оркестра (1996, посв. М.Аргерич)
- Schwanengesang an Apollo для скрипки, челесты и фортепиано (1996)
- 6 états intermédiaires, симфония для оркестра на текст «Тибетской книги мертвых» (1997—1998)
- La Triade, концертная симфония для скрипки и оркестра (1998)
- Retour aux sources, симфония для оркестра (1999, посв. Вл. Янкилевскому)
- La harpe de David, концертная симфония для виолончели и оркестра (1999)
- The celtic harp, концертная симфония для скрипки, альта и оркестра (2000)
- L’oeuvre…, симфония для оркестра (2000)
- Die Zeit для скрипки, виолончели, фортепиано и челесты (2000)
- Les trois Gunas для флейты, кларнета, клавиновы, вибрафона, маримбы и колокольчиков (2001)
- Jiao для 11 струнных, челесты, вибрафона и клавиновы (2004)
- Maithuna, концертная симфония для оркестра (2005)
- Tantric Coupling (2006)

## Исполнители
Среди тех, кто исполнял произведения Рабиновича-Бараковского — Алексей Любимов, Марк Дробинский, Антон Батагов, ансамбль Hortus Musicus и др.